# العلاقات الماليزية المصرية
العلاقات الماليزية المصرية هي العلاقات الثنائية التي تجمع بين ماليزيا ومصر.

## مقارنة بين البلدين
هذه مقارنة عامة ومرجعية للدولتين:
| وجه المقارنة                                              | ماليزيا       | مصر           |
| --------------------------------------------------------- | ------------- | ------------- |
| المساحة (كم2)                                             | 330.29 ألف    | 1.01 مليون    |
| عدد السكان (نسمة)                                         | 31.62 مليون   | 94.80 مليون   |
| الكثافة السكانية (ن./كم²)                                 | 95.73         | 93.86         |
| العاصمة                                                   | كوالالمبور    | القاهرة       |
| اللغة الرسمية                                             | لغة ماليزية   | اللغة العربية |
| العملة                                                    | رينغيت ماليزي | جنيه مصري     |
| الناتج المحلي الإجمالي (بليون دولار)                      | 314.50 مليار  | 235.37 مليار  |
| الناتج المحلي الإجمالي (تعادل القوة الشرائية) بليون دولار | 817.43 مليار  | 998.67 مليار  |
| الناتج المحلي الإجمالي الاسمي للفرد دولار أمريكي          | 9.77 ألف      | 3.61 ألف      |
| الناتج المحلي الإجمالي للفرد دولار أمريكي                 | 25.64 ألف     |               |
| مؤشر التنمية البشرية                                      | 0.779         | 0.690         |
| رمز المكالمات الدولي                                      | +60           | +20           |
| رمز الإنترنت                                              | .my           | .eg، .مصر     |
| المنطقة الزمنية                                           | ت ع م+08:00   | ت ع م+02:00   |

## مدن متوأمة
في ما يلي قائمة باتفاقيات التوأمة بين مدن ماليزية ومصرية:
- ترتبط كوتشينغ مع الإسكندرية باتفاقية توأمة.

## منظمات دولية مشتركة
يشترك البلدان في عضوية مجموعة من المنظمات الدولية، منها:
| علم المنظمة | اسم المنظمة                               | تاريخ انضمام ماليزيا | تاريخ انضمام مصر |
| ----------- | ----------------------------------------- | -------------------- | ---------------- |
|             | البنك الدولي للإنشاء والتعمير             | 7 مارس 1958          | 27 ديسمبر 1945   |
|             | منظمة التجارة العالمية                    | ?                    | 30 يونيو 1995    |
|             | المركز الدولي لتسوية المنازعات الاستشارية | 14 أكتوبر 1966       | 2 يونيو 1972     |
|             | منظمة التعاون الإسلامي                    | ?                    | 25 سبتمبر 1969   |
|             | الفريق المعني برصد الأرض                  | ?                    | فبراير 2005      |
|             | المنظمة الهيدروغرافية الدولية             | ?                    | 21 يونيو 1921    |
|             | الأمم المتحدة                             | 17 سبتمبر 1957       | 24 أكتوبر 1945   |
|             | منظمة الشرطة الجنائية الدولية             | ?                    | 7 سبتمبر 1923    |
|             | وكالة ضمان الاستثمار متعدد الأطراف        | 6 ديسمبر 1991        | 12 أبريل 1988    |
|             | يونسكو                                    | 16 يونيو 1958        | 22 يناير 1947    |
|             | مؤسسة التنمية الدولية                     | 24 سبتمبر 1960       | 26 أكتوبر 1960   |
|             | مؤسسة التمويل الدولية                     | 20 مارس 1958         | 20 يوليو 1956    |
|             | الاتحاد البريدي العالمي                   | ?                    | ?                |
|             | الاتحاد الدولي للاتصالات                  | 3 فبراير 1958        | 9 ديسمبر 1876    |

## وصلات خارجية
- موقع وزارة الخارجية الماليزية
- موقع وزارة الخارجية المصرية